# Rejon rówieński (1940–2020)
Rejon rówieński – dawna jednostka administracyjna wchodząca w skład obwodu rówieńskiego Ukrainy, istniejąca w latach 1940–2020.
Siedzibą władz rejonu jest Równe.
Zlikwidowany w 2020 roku ramach reformy decentralizacyjnej na Ukrainie. Jego ziemie weszły w skład nowego, większego rejonu rówieńskiego.

## Miejscowości rejonu
- Aleksandria (Олександрія)
- Antopol (Антопіль)
- Bajanówka (Byczal, Боянівка)
- Barmaki ((Бармаки)
- Biała Krynica (Біла Криниця)
- Bielowskie Chutory (Білівські Хутори)
- Bielów (Білів)
- Bronniki (Бронники)
- Chocin (Хотин)
- Dąbrówka (Дібрівка)
- Derewianne (Дерев'яне)
- Dików (Диків)
- Duby (Karłowszczyzna, Дуби)
- Dworowyczi (Nowosiółki, Дворовичі)
- Dziatkiewicze (Дядьковичі)
- Gliniki (Глинки)
- Grabów (Грабів)
- Gródek (Городок)
- Chodosy (Ходоси)
- Hołyszów (Голишів)
- Horodyszcze[2] (Городище)
- Horyńgród Drugi (Гориньград Другий)
- Horyńgród Pierwszy (Гориньград Перший)
- Hruszwica (Грушвиця Перша)
- Hruszwycja Druha (Gaj Średni, Грушвиця Друга)
- Humienniki[3] (Гуменники)
- Janiewicze (Іваничі)
- Jasieniewicze (Ясининичі)
- Karajewicze (Караєвичі)
- Klewań (Клевань)
- Kołodenka (Колоденка)
- Kornin (Корнин)
- Karpiłówka (Карпилівка)
- Kotów (Котів)
- Koźlin (Козлин)
- Kruhłe (Кругле)
- Krzywicze (Кривичі)
- Kustyń (Кустин)
- Kwasiłów (Квасилів)
- Makoterty (Макотерти)
- Martynówka (Мартинівка)
- Metków (Метків)
- Michałówka (Михайлівка)
- Miłostów (Милостів)
- Moczułki (Мочулки)
- Nowa Lubomirka (Нова Любомирка)
- Nowa Ukrajinka (Osada Krechowiecka, Нова Українка)
- Nowożuków (Новожуків, Іскра, 2006)
- Nowostaw (Новостав)
- Nowostaw Dalny (Новостав-Дальній)
- Obarów (Обарів)
- Oleksin Mały (Малий Олексин)
- Oleksin Wielki (Великий Олексин)
- Oleszwa (Олишва)
- Orzew (Оржів)
- Peredzieły (Переділи)
- Peresopnica (Пересопниця)
- Płoska[4] (Плоска)
- Podhorce[5]  (Підгірці)
- Ponebel (Понебель)
- Porozów (Порозове)
- Puchawa (Пухова)
- Radochówka (Радухівка)
- Radysławka (Władysławka, Радиславка)
- Rahaczów (Рогачів)
- Remel (Ремель)
- Reszuck (Решуцьк)
- Rubcze (Рубче)
- Ruda-Krasna (Руда-Красна)
- Ryświanka (Bojanówka, Рисв'янка)
- Sierhejówka (Сергіївка)
- Smorzów (Сморжів)
- Stawki (Ставки)
- Suchowce (Сухівці)
- Swiacie (Свяття)
- Szostaków (Шостаків)
- Szpaków Mały (Малий Шпаків)
- Szpaków Wielki (Великий Шпаків)
- Szpanów (Шпанів)
- Szubków (Шубків)
- Tajkury (Тайкури)
- Trzy Kopssce (Три Копці)
- Uhliszcze (Углище)
- Weresnewe (Вересневе)
- Wielka Omelana (Велика Омеляна)[6]
- Wierzchowsk (Верхівськ)
- Wołoszki (Волошки)
- Zaborol[7][8] (Забороль)
- Zahoroszcz(Загороща)
- Zarzyck (Заріцьк)
- Zastawie (Застав'я)
- Zoria (Smorzów, Зоря)
- Zozów (Зозів)
- Żobryń (Жобрин)
- Żuków Stary (Старожуків)
- Żytyń Mały (Малий Житин)
- Żytyń Wielki (Великий Житин)

nieistniejące
- Tynne
- Zołotyjów